# Madame S.O.S.
Madame S.O.S. est une série télévisée française en six épisodes de 52 minutes créée par Marcel Mithois et diffusée entre le 12 novembre et le 12 décembre 1982 sur TF1, et sur RTL Télévision en 1984. Rediffusion en septembre 1989 dans La Une est à vous sur TF1.

## Synopsis
Mitsi est une riche héritière qui décide, après le décès brutal de son mari, d’arrêter sa carrière de vedette du music-hall, pour venir en aide aux plus démunis.
Son hôtel particulier est en réalité le palais Rose du 3 rue d'Andigné dans le 16e arrondissement de Paris.

## Épisodes
1. Karatécoeur
2. Les deux pigeons
3. Trois tuteurs pour un géranium
4. Sacré monstre
5. Le fruit déguisé
6. Un visage pour deux hommes

## Acteurs recurrents
- Annie Cordy : Mitsi, surnommée Mme S.O.S.
- Jean-Pierre Darras : Charles-Henri de Nonancourt
- Jeanne Herviale : Armandine
- Greg Germain : Hyacinthe
- Michèle Baumgartner : Christine
- Christian Parisy : Didou
- Renaud Verley : Gérard
- Jacqueline Rouillard : Odette
- Jean-Henri Chambois : Beaumanoir

## Acteurs invités
- Marie-Hélène Dasté : Mme Pigeonneau (Episodes 2 et 6)
- Gabriel Gobin : Mr Pigeonneau (Episodes 2 et 6)
- Maureen Kerwin : Clothilde (Episodes 2 et 6)
- Hubert de Lapparent : Carreau (Episode 2)
- Hélène Duc : Suzy Plombet (Episode 2)
- André Chaumeau : L'épicier (Episode 2)
- Alain Lionel : Jean Blin (Episode 2)
- Georgette Anys : La concierge (Episode 2)
- Jacqueline Maillan : Propre rôle (Episode 3)
- Gisèle Pascal : Propre rôle (Episode 3)
- Tanya Lopert : Jessica (Episode 3 et 6)
- Fulbert Janin : Le docteur (Episode 3)
- Malka Ribowska : Tanya Vasselva (Episode 4 et 6)
- Andreas Voutsinas : Le réalisateur (Episode 4)
- François-Eric Gendron : Jean-Paul Perron (Episode 4)
- Mario Pecqueur : Ivan Kounitcheff (Episode 4)
- Joëlle Guigui : La scripte (Episode 4)
- Jean-Pierre Delage : Armand (Episode 4 et 6)
- Jean Degrave : Lasario (Episode 4)
- Hubert Noël : Acteur au Théâtre (Episode 4)
- Hubert Deschamps : L'inspecteur (Episode 5)
- Claude Brosset : Le vrai gangster (Episode 5)
- Roger Miremont : Philibert (Episode 5)
- Virginie Pradal : Mme Petit-Gaston (Episode 5)
- Philippe Brizard : Le "Minable" (Episode 5)
- Raoul Curet : Le directeur de la prison (Episode 5)
- Olivier Proust : Petit-Gaston (Episode 5)
- Michel Tugot-Doris : Un policier (Episode 5)
- Jean Saudray : Le passant (Episode 5)
- Jacques Rosny : Fernand Paillasson - Fabrice Paillisson (Episode 6)
- Annick Blancheteau : Jacqueline Paillasson (Episode 6)
- Michel Ruhl : Le chirurgien (Episode 6)
- Bernard Charlan : Le concierge (Episode 6)
- Nicole Favart : La dame des Postes (Episode 6)